# Фердинанд Моноєр
Фердинанд Моноєр був французьким офтальмологом, відомим тим що ввів у використання діоптрії в 1872. Він народився в місті Ліон (Франція) 9 травня 1836 р. Помер у Ліоні 11 липня 1912.

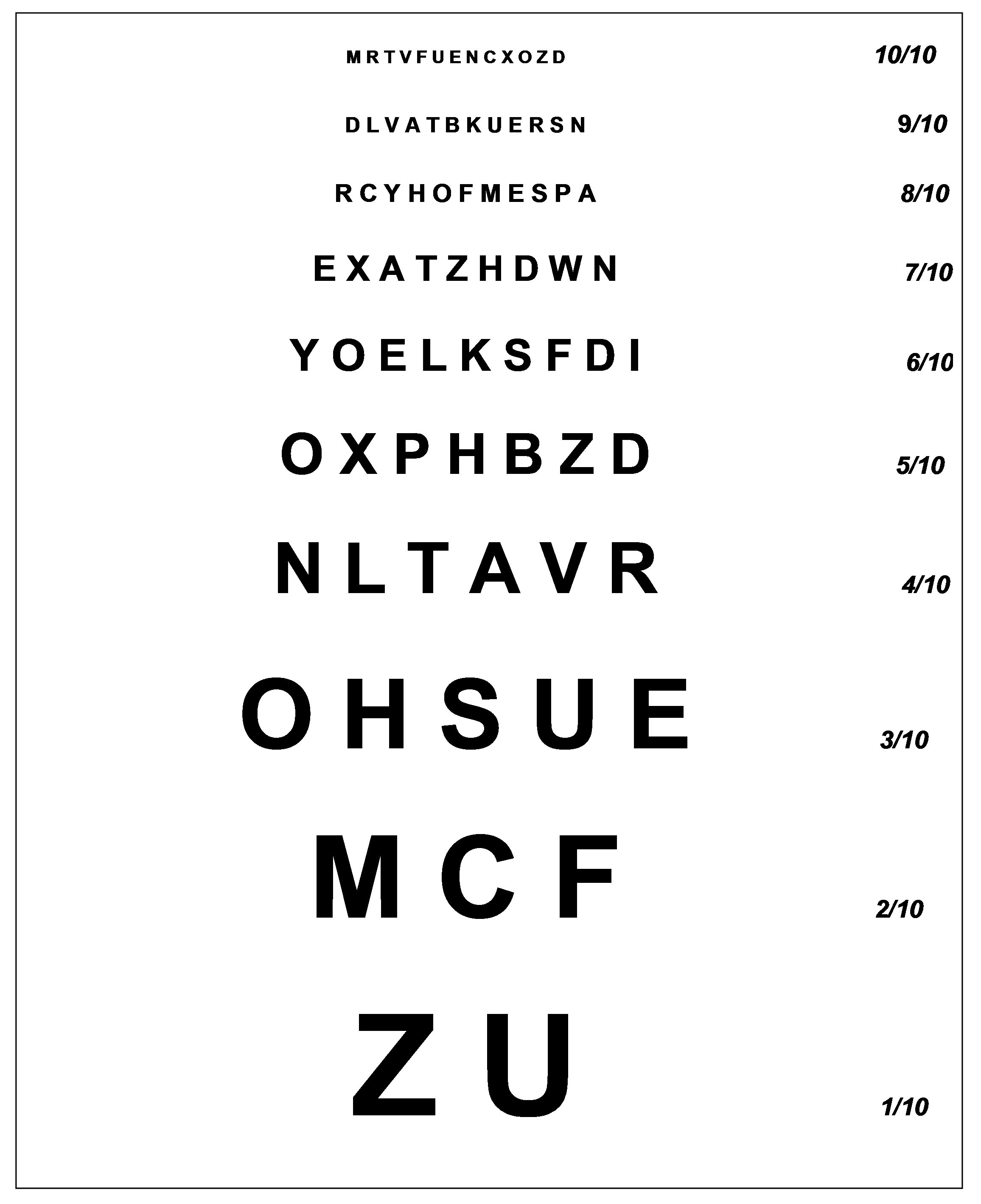
Шкала Моноєра. Якщо читати вгору з обох боків (ігноруючи останній рядок), можна прочитати ім'я «Фердінанд Моноєр»

Він також винайшов шкалу Моноєра, яку використовував для визначення гостроти зору. Він помістив на шкалі своє ім'я; його можна прочитати по вертикалі із низу в гору на кожній із сторін шкали.

## Історія
Моноєр був Ельзаським спадкоємцем своєї мами і був сином французького військового лікаря.
Він був доцентом з медичної фізики на факультеті медицини Страсбурзького університету в 1871. Згодом, він був директором офтальмологічної клініки медичного факультету, Університету Нансі із 1872-1877. Він також був професором медичної фізики на медичному факультеті Ліонського університету із 1877-1909.